# دائرة غليزان
دائرة غليزان إحدى دوائر ولاية غليزان الجزائرية. عاصمتها هي غليزان وتضم بلديات: غليزان، بن داود.

## تاريخ
أصبحت غليزان دائرة في 28 أوت 1955 م تابعة  لعمالة مستغانم في 28 جوان 1956م 

### بلديات 1956
وضمت إليها كل من:
- دار بن عبد الله
- أولاد بركات
- يلل
- المطمر
- سيدي سعادة
- القلعة
- مينا
- قطارة
- سيدي خطاب
- واد الجمعة
- زمورة
- بني بسعد
- عمامرة
- الحرارثة
- سيدي امحمد بن عودة
- واد السلام
- أولاد سيدي لزرق
- تاعسالت
- أولاد بوعلي
- منداس.

وفي عام 1984م أصبحت دائرة غليزان  تابعة لولاية غليزان.

### بلديات 1984
1. بلدية بن داود
2. بلدية غليزان .

## وصلة خارجية
- دائرة غليزان